# Liopholidophis dolicocercus
Liopholidophis dolicocercus är en ormart som beskrevs av Peracca 1892. Liopholidophis dolicocercus ingår i släktet Liopholidophis och familjen snokar. Inga underarter finns listade i Catalogue of Life.
Artens utbredningsområde är Madagaskar. Denna orm förekommer på öns östra del. Habitatet utgörs av fuktiga skogar. Individerna är dagaktiva och de vistas på marken. Honor lägger ägg.
Skogsbruk och skogens omvandling till jordbruksmark hotar beståndet. Hela populationen anses fortfarande vara stor. IUCN kategoriserar arten globalt som livskraftig.